# Démondialisation

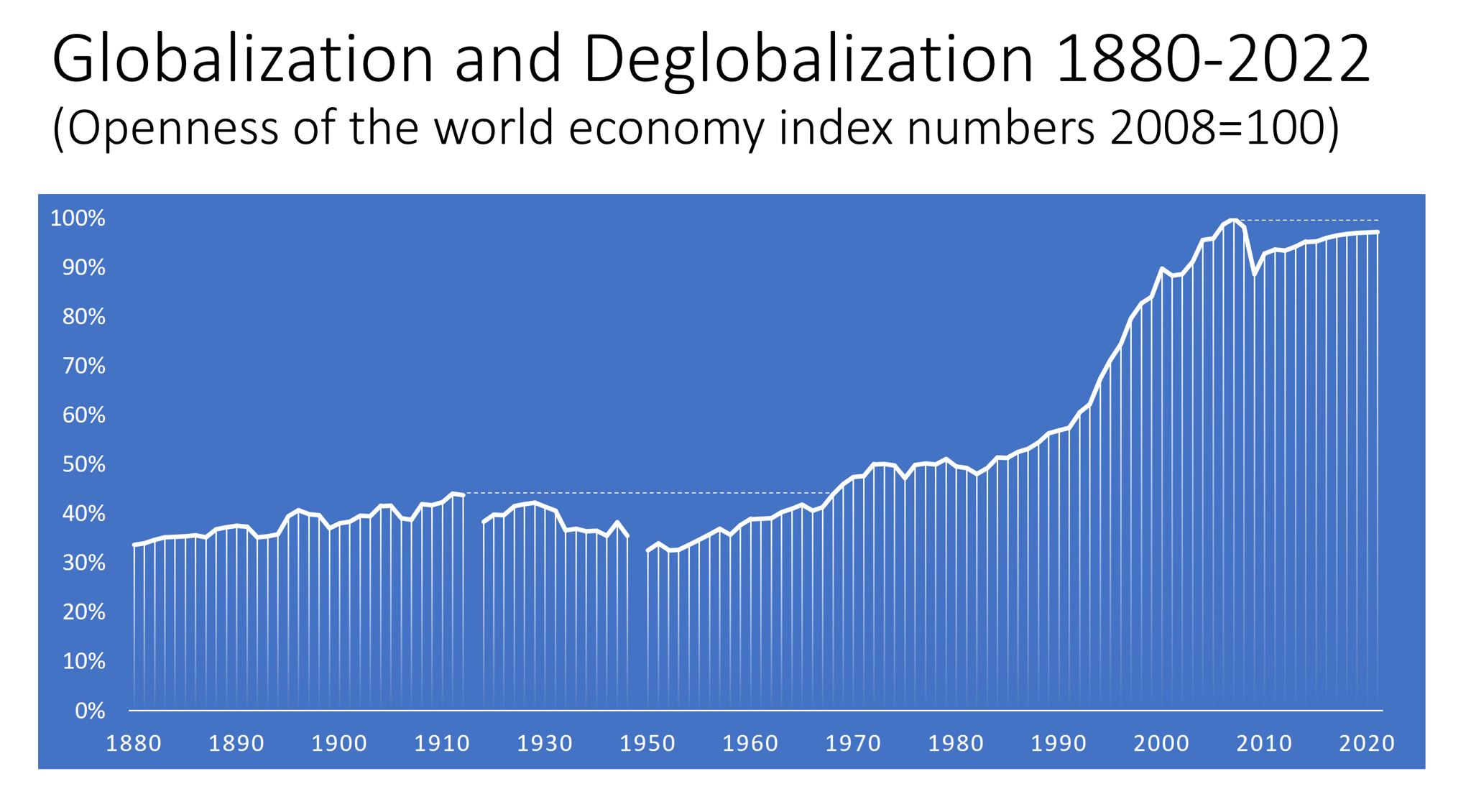
Graphique montrant deux périodes de démondialisation (années 1930 et 2010) parallèlement à la tendance à la hausse de la mondialisation depuis 1880.

La démondialisation est un concept prônant une nouvelle organisation de l’économie mondiale. Elle prend en compte l’augmentation des interdépendances humaines dans le monde mais s’efforce de les soustraire à la domination de la mondialisation financière et du libre-échange.
Elle vise à rendre plus juste, sociale et écologique l’organisation économique mondiale grâce à de nouvelles règles endiguant les effets néfastes du libre-échange et du néolibéralisme. Elle a aussi pour objectif de mieux articuler la décision prise dans le cadre civique à l’action au niveau international. 
La démondialisation se fonde principalement sur la mise en place de taxes douanières, modulées selon le coût écologique et social des marchandises, et la reterritorialisation de la production. 

## Origine et développements

### Paternité
La paternité du terme est attribuée au célèbre penseur philippin Walden Bello qui développe ce concept dans son ouvrage : Deglobalization, ideas for a New World Economy. Selon lui, la mondialisation néolibérale née dans les années 1980 porte préjudice aux économies des pays du sud qui se fondent sur les seules exportations sans développer leur marché intérieur. Globalement, la démondialisation s’inscrit dans un courant de pensée hostile à une interdépendance trop forte des économies, déjà critiquée par Keynes. 
Cela dit, dans la mesure où, en français, Globalisation et Mondialisation sont deux concepts différents, le premier à avoir spécifiquement parlé de "Démondialisation" est Jacques Sapir, lors de la publication de son ouvrage La Démondialisation paru au Seuil en 2011. 

### Définition
Pour Walden Bello, la démondialisation n’est pas un retrait de la communauté mondiale mais un modèle alternatif à celui de l’OMC,  « Il s’agit de réorienter les économies, de la priorité à la production pour l’exportation, à celle pour la production destinée aux marchés locaux ». Mais, toujours selon l’auteur, la démondialisation serait également favorable aux pays du nord, en proie au Dumping social. La dérèglementation des échanges et de la finance conduisant à une mise en concurrence des salariés au niveau mondial, les pays industrialisés subiraient une pression à la baisse sur les salaires et un phénomène de délocalisation vers les pays émergents où la main d’œuvre est à bas coût. La démondialisation se construit donc sur une critique ferme du libre échange et de la dérèglementation financière, coupable selon ses détracteurs de porter atteinte aux droits sociaux et à l’environnement. Elle s’attache à dénoncer le mythe d’une mondialisation « heureuse », qui aurait permis le développement des pays du sud. 
Dans La Mondialisation malheureuse, le politologue Thomas Guénolé définit la démondialisation, qu'il appelle « l'altersystème », comme étant « toute initiative, tout projet, tout programme politique, qui a pour finalité le bien-être du plus grand nombre, qui est compatible avec la préservation de l'écosystème planétaire ou qui y contribue, et qui affaiblit l'oligarchisme ou s'abstient de le renforcer ». Sur le modèle du rôle respectif des mouvements abolitionnistes et de l'élection d'Abraham Lincoln aux Etats-Unis, il juge qu'y parvenir suppose à la fois l'activisme des ONG, et des changements de gouvernement du fait de victoires électorales. Il estime également que le basculement dans cet « altersystème » a indispensablement besoin d'être d'abord victorieux dans une grande puissance, afin qu'elle serve « comme lieu d'expérimentation, comme locomotive et comme roc d'appui ». 

## Les différentes acceptions de la démondialisation
Concept aux contours encore flous, la démondialisation recouvre en réalité plusieurs acceptions, allant toutes dans le sens d’un modèle alternatif à celui d’une organisation dérégulée du libre échange et de la finance au niveau mondial. Ces acceptions sont cependant liées entre elles et ne sont pas destinées à être pensées séparément.
- Les protections commerciales ou protectionnisme : Afin de lutter contre les effets néfastes de la mise en concurrence au niveau mondial, les défenseurs de la démondialisation sont favorables à une meilleure protection des économies nationales. Ceci se traduit par la mise en place de barrières douanières. Ces dernières sont cependant modulées selon différents critères sociaux et écologiques. C’est ce que défend notamment l’économiste Jacques Sapir[6].

Ainsi, le protectionnisme vert, qui vise à taxer les produits dont le coût écologique est élevé, fait partie intégrante de la démondialisation.
On retrouve également l’idée d’un protectionnisme différencié défendu par Pierre-Noël Giraud, professeur à l'École des mines de Paris, qui viserait à favoriser les pays les moins avancés par rapport aux actuels pays émergents afin de donner plus d’équilibre au développement. Enfin, les protections ne doivent pas forcément se situer au niveau national, pour le démographe Emmanuel Todd par exemple, il s’agirait de mettre en place un protectionnisme européen.
- La régulation de la finance mondiale : la démondialisation tend également à re-réguler le système financier mondial, responsable, selon les défenseurs du concept, de la crise de 2008 et de l’effondrement de l’économie. Selon eux, la démondialisation doit conduire à l’instauration de règles précises allant contre le laissez-faire afin d’éviter les dérives produites par le capitalisme financier.

- La relocalisation et l’écologie : allant de pair avec le protectionnisme, la démondialisation revendique aussi une relocalisation de la production sur le territoire. Celle-ci a un caractère écologique car elle est souvent présentée comme un moyen de lutter contre une circulation abusive des marchandises qui font parfois des milliers de kilomètres avant d’être consommés, alors qu’elles pourraient être produites sur place. C’est ce que défend notamment Edgar Morin.

L’idée de réindustrialisation verte est également avancée, elle vise à soumettre les entreprises qui se réinstalleraient sur les territoires nationaux à des critères écologiques forts ou à les orienter vers l’économie verte.
- La question de la monnaie européenne : il s’agit sans doute de la question la plus controversée parmi les défenseurs de la démondialisation. Pour certains d’entre eux comme Emmanuel Todd, il faut envisager une sortie de l’euro, qui asphyxie les pays latins. D’autres prônent un euro différencié à l’instar de Jacques Sapir qui propose « le recours à une monnaie, non plus «unique», mais «commune». C’est-à-dire que l’euro resterait en vigueur pour les échanges de la zone euro avec l’extérieur, mais l’on reviendrait aux monnaies nationales pour échanger à l’intérieur de cet espace. »[8].

Au niveau européen, il y a également la droite radicale européenne qui est en faveur de la démondialisation au profit d'une conception pour un développement euro-centré du Continent Européen. Le concept de la démondialisation actualise une vision autarcique grand-continentale de l'Europe, et d'une manière plus générale une vision du développement ordonné de la planète basée sur la prise en compte de grands espaces auto-centrés, correspondant d'ailleurs à des régions de civilisations et de géo-politiques endogènes.

## La démondialisation dans le débat politique en France
À la veille de l'élection présidentielle française de 2012, la démondialisation s’est fait une place dans le débat politique français. Arnaud Montebourg, candidat à la primaire socialiste, en a fait un chapitre entier dans son livre programme Des idées et des rêves, et a publié le 25 mai 2011 un ouvrage totalement consacré à la question et préfacé par Emmanuel Todd : votez pour la démondialisation. Globalement, il se dit en faveur d’un protectionnisme européen assumé, modulé selon des critères sociaux et environnementaux et d’une mise sous tutelle du système bancaire. En revanche, il est contre la sortie de l’Euro. Arnaud Montebourg précise également que la mise en place de ce protectionnisme passe par une négociation « amicale et ferme » avec l’Allemagne, qui selon lui profite du libre-échange et de l’euro en diminuant le coût du travail et en exportant au sein de l’Union européenne, ce qui pénaliserait ses partenaires européens.

À gauche, Jean-Luc Mélenchon du Parti de gauche et Jean-Pierre Chevènement, du Mouvement républicain et citoyen, se sont montrés en accord sur les réflexions autour de la démondialisation.
Un livre récent, Démondialiser ?, coordonné par Louis Weber pour Espaces Marx et paru aux éditions du Croquant, rend compte de façon à peu près exhaustive de ce débat au sein de la gauche depuis le printemps 2011.
À droite, le Front national (aujourd'hui  Rassemblement national) de Marine Le Pen reprend l'idée de la démondialisation en l'intégrant dans sa doctrine anti-immigration. Le Front National propose en effet de restreindre la liberté de circulation aussi bien des personnes, des marchandises que des capitaux. Le Front national considère que ces trois libertés constituent le corps de doctrine fondamental du libéralisme mondialisé, qui lié à la pratique de la création monétaire privatisée par les banques, sont au cœur de la négation des intérêts économiques, sociaux et civilisationnels des peuples.[réf. nécessaire] Le parti gaulliste, Debout la République, de Nicolas Dupont-Aignan remet également en cause le concept de mondialisation.
Le 29 mai 2016, le Parti de la Démondialisation annonce sa volonté de participer aux élections présidentielle et législative de 2017.

## Les tests d'opinions
Près de 65 % des Français, Italiens, Espagnols, Allemands sont favorables à la démondialisation (relèvement des taxes douanières vers les pays à bas salaires) selon des sondages IFOP de 2011.